# Pötsch (Gemeinde St. Jakob in Defereggen)
Pötsch ist eine Rotte der Fraktion Oberrotte in der Gemeinde St. Jakob in Defereggen im Defereggental (Osttirol).

## Geographie
Pötsch liegt in rund 1480 Metern Höhe auf der Schattenseite des Defereggentals zwischen der Schwarzach im Norden und dem Lappbach im Süden. Benachbarte Ortschaften sind Ladstatt im Norden, Mariahilf im Nordosten und Rinderschinken im Osten. Südlich bzw. am gegenüberliegenden Ufer der Schwarzach liegt Pötsch.
Pötsch ist über die Defereggentalstraße (L25) erreichbar, von der vor der Ortschaft Mariahilf eine Straße abzweigt, die über die Schwarzach und den Ort Rinderschinken bis Pötsch führt. Der Ort besteht aus 12 Adressen, die sich in zwei Häusergruppen und zwei Einzellagen gruppieren. Im Osten liegen die Hofstellen Kuninger (Oberrotte 37) und Schneiders (Oberrotte 38, 38a), im Zentrum die Hofstellen Wieland (Oberrotte 39a), Zellisn (Oberrotte 39b), Lackner (Oberrotte 40), Lackis (Oberrotte 82), Ganzer Gerhard (Oberrotte 108) sowie die Häuser Oberrotte 109 und 112, sowie etwas abseits bzw. weiter westlich die Hofstelle Mohr (Oberrotte 41) und das Haus Oberrotte 103. Die ursprüngliche Bebauung der meisten Hofstellen ist heute nicht mehr vorhanden, sondern musste modernen Wohngebäuden weichen. Einzig erhaltener landwirtschaftlicher Betrieb ist der Bauernhof Schneiders.

## Geschichte
Den Grundstein für die Besiedlung von Ladtstatt wurde durch die mittelalterliche Schwaige (Urhof) Vorder- oder Unterladstatt gelegt, auf dessen Gebiet die Raut (Neurodung) Pötsch (von Pec für Fels abgeleitet) angelegt wurde. Die Schwaige unterstand dabei der Grundherrschaft der Schlosskapelle Rabenstein bzw. dem Rabensteinschen Benefizium in der Liebburg. Die Urbarmachung der Raut Pötsch, 1528 als „Petscherleins Raut“ sowie 1558 als „Pöitscher Raut“ erwähnt, erfolgte auf Grund des Siedlungsausbaus während des forcierten Bergbaus im Defereggental.
Pötsch wird von der Statistik Austria 1923 mit sechs Gebäuden und 18 Einwohnern ausgewiesen. 1951 wird Pötsch mit fünf Gebäuden und 30 Einwohnern gewertet, wobei Pötsch als Rotte eingestuft worden war. 1961 lebten in Pötsch 28 Menschen in fünf Gebäuden bzw. vier Wohngebäuden, 1971 waren es 29 Menschen in sechs Gebäuden, 1981 29 Menschen in 13 Gebäuden. Seit 1991 wird die Bevölkerung von Pötsch nicht mehr gesondert ausgewiesen.

## Bauwerke und sakrale Kunst
Historisch bedeutendstes Gebäude in Pötsch ist der quergeteilte Einhof der Hofstellen Zellisn und Wieland, dessen Kern aus dem 16. Jahrhundert stammt. Zum Ensemble gehört auch die Back- und Waschhüte Wieland sowie der ebenfalls geteilte Kornkasten Wieland/Zellisn.